# Tivoli Park
O Tivoli Park é um parque de diversões localizado no bairro da Barra da Tijuca, na cidade do Rio de Janeiro, no Brasil. Funcionou de 1973 a 1995, no bairro da Lagoa, na zona sul da cidade. O nome era uma homenagem ao famoso parque de diversões Tivoli, em Copenhague. Atualmente, o terreno em que funcionava é ocupado pelo Parque dos Patins.
Em outubro de 2020, depois de 25 anos, foi anunciada a volta do Tivoli Park, em um novo local na Barra da Tijuca.